# حمل‌ونقل در لسوتو
لسوتو به عنوان یک کشور محصور در خشکی، بندر یا اسکله دریایی ندارد، اما دارای شبکه‌ای از راه‌ها، حمل‌ونقل هوایی و زیرساخت ریلی محدود است.

## جاده‌ها

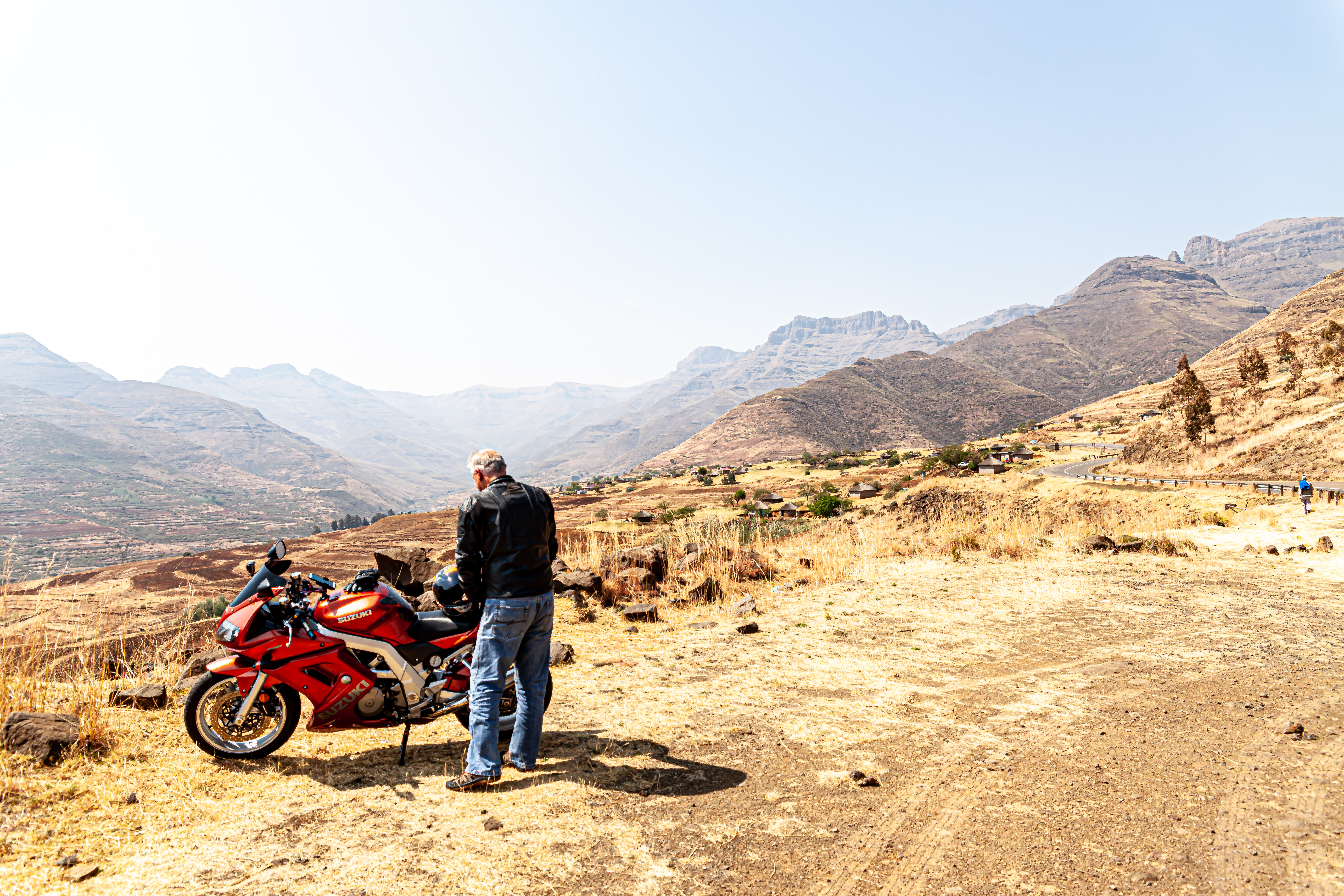
جاده A3 به‌سوی کاتسه

پیش از استقلال لسوتو در سال ۱۹۶۶، تنها جادهٔ آسفالت‌شدهٔ کشور، خیابان «کینگزوی» در ماسرو، پایتخت کشور بود که فرودگاه میامتالانا را به کاخ سلطنتی متصل می‌کرد. از اوایل دههٔ ۱۹۷۰، زیرساخت‌های جاده‌ای کشور به‌طور چشمگیری توسعه یافته‌اند. در سال ۱۹۹۹، مجموع طول شبکهٔ جاده‌ای لسوتو حدود برآورد شده‌است که از این مقدار، حدود  جادهٔ آسفالت‌شده بوده‌است. توسعهٔ جاده‌ها عمدتاً با هدف اتصال مراکز نواحی مختلف انجام شده، اما جاده‌های مناطق مرکزی نیز برای پاسخ‌گویی به نیازهای ساخت پروژهٔ آب‌های مرتفع لسوتو بهبود یافته‌اند.

## راه‌آهن
تنها خط آهن در لسوتو، خط فرعی ماسرو است که پایتخت را به خط بلومفونتن–بیت‌لحم در شبکهٔ راه‌آهن آفریقای جنوبی متصل می‌کند. بخش نهایی این خط، به‌طول حدود ، در درون مرزهای لسوتو قرار دارد و از پل مرزی بر رودخانهٔ کالدون عبور کرده و از منطقهٔ صنعتی شمالی ماسرو می‌گذرد تا به ایستگاه این شهر برسد. این ایستگاه، تنها ایستگاه راه‌آهن کشور محسوب می‌شود.
تا سال ۲۰۰۸، گفتگوهایی دربارهٔ احداث خطوط جدید ریلی برای اتصال لسوتو به دوربان و پورت الیزابت صورت گرفته‌است.

## حمل‌ونقل هوایی
در لسوتو مجموعاً ۲۸ فرودگاه وجود دارد که از این میان، تنها سه فرودگاه دارای باند پرواز آسفالته هستند.
تنها فرودگاه بین‌المللی کشور، فرودگاه بین‌المللی موشویشوی آی واقع در مازنود و در نزدیکی ماسرو است. باند اصلی این فرودگاه به طول ۳٬۲۰۰ متر، تنها باندی در کشور است که طول آن از ۱٬۵۲۳ متر بیشتر است.
از دیگر فرودگاه‌ها، یکی دارای باند آسفالته‌ای به طول بین ۹۱۴ تا ۱٬۵۲۳ متر است و یکی دیگر باندی آسفالته به طول کمتر از ۹۱۴ متر دارد. همچنین، چهار فرودگاه دارای باندهای خاکی به طول بین ۹۱۴ تا ۱٬۵۲۳ متر هستند و بقیه نیز باندهای خاکی با طول کمتر از ۹۱۴ متر دارند.
رده‌بندی این فرودگاه‌ها بر اساس طول بلندترین باند پروازی موجود در هر فرودگاه انجام شده است.

## حمل‌ونقل آبی
لسوتو کشوری محصور در خشکی است و به‌طور کامل برای دسترسی به دریا به آفریقای جنوبی وابسته است. نزدیک‌ترین بندر اصلی و نقطهٔ ترانشیپ (انتقال بار) برای لسوتو، بندر دوربان در آفریقای جنوبی است. در سال‌های اخیر، به‌دلیل تأخیر در ارسال بار از طریق بندر دوربان، برخی شرکت‌ها از امکانات پورت الیزابت ـ که حدود دو ساعت دورتر در جنوب قرار دارد ـ استفاده می‌کنند.
حمل‌ونقل داخلی آبی در لسوتو به استفاده از قایق‌های کوچک برای عبور از رودخانه‌ها محدود می‌شود. دولت لسوتو قایق‌هایی را در نقاط اصلی عبور از رودخانه‌ها اداره می‌کند.

## وسایل حمل‌ونقل میانی

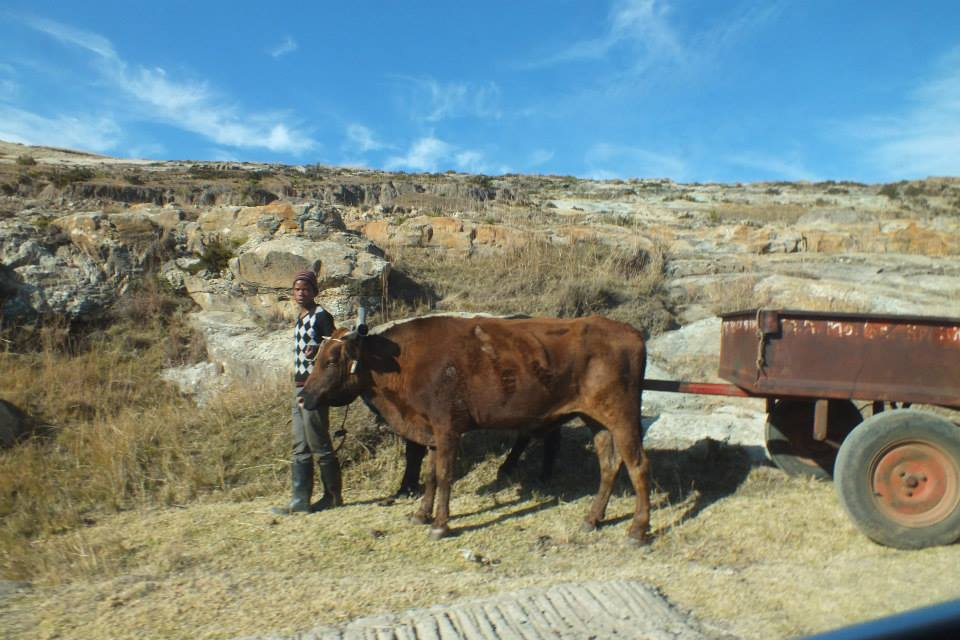
کار با گاوها در لسوتو

رایج‌ترین وسایل حمل‌ونقل میانی در لسوتو عبارت‌اند از چرخ‌دستی‌ها و حیوانات بارکش. چرخ‌دستی‌ها هم در مناطق شهری و هم روستایی به‌طور گسترده‌ای مورد استفاده قرار می‌گیرند و مردان و زنان از آن‌ها برای جابه‌جایی کمک‌های غذایی، غلات جهت آسیاب، ظروف آب و مصالح ساختمانی بهره می‌گیرند. اهمیت چرخ‌دستی‌ها برای جمع‌آوری آب به‌تدریج با نصب شیرهای آب کاهش یافته است.
در مناطق کوهستانی و دشت‌های لسوتو، استفاده از گاری‌های دوچرخ با تایرهای بادی که با نام محلی «اسکات کارتها» شناخته می‌شوند، رایج است. در گذشته، این گاری‌ها عمدتاً توسط گاوهای نر کشیده می‌شدند، اما در سال‌های اخیر، به دلیل کمبود گاو نر در میان دامداران، استفاده از گاوهای ماده افزایش یافته است. طراحی این گاری‌ها متفاوت است: برخی با بدنه‌های قدیمی وانت، برخی با محورهای بازیافتی، و برخی نیز به‌صورت استاندارد توسط کارگاه‌های کوچک در لسوتو یا آفریقای جنوبی ساخته می‌شوند. بیشتر این گاری‌ها به رنگ قرمز رنگ‌آمیزی می‌شوند. بر پایه گفتگو با کارگاه‌های تولید گاری، مشکل اصلی آن‌ها، تهیه چرخ و محور مناسب و مواد اولیه قابل‌تأمین برای مشتریان است.

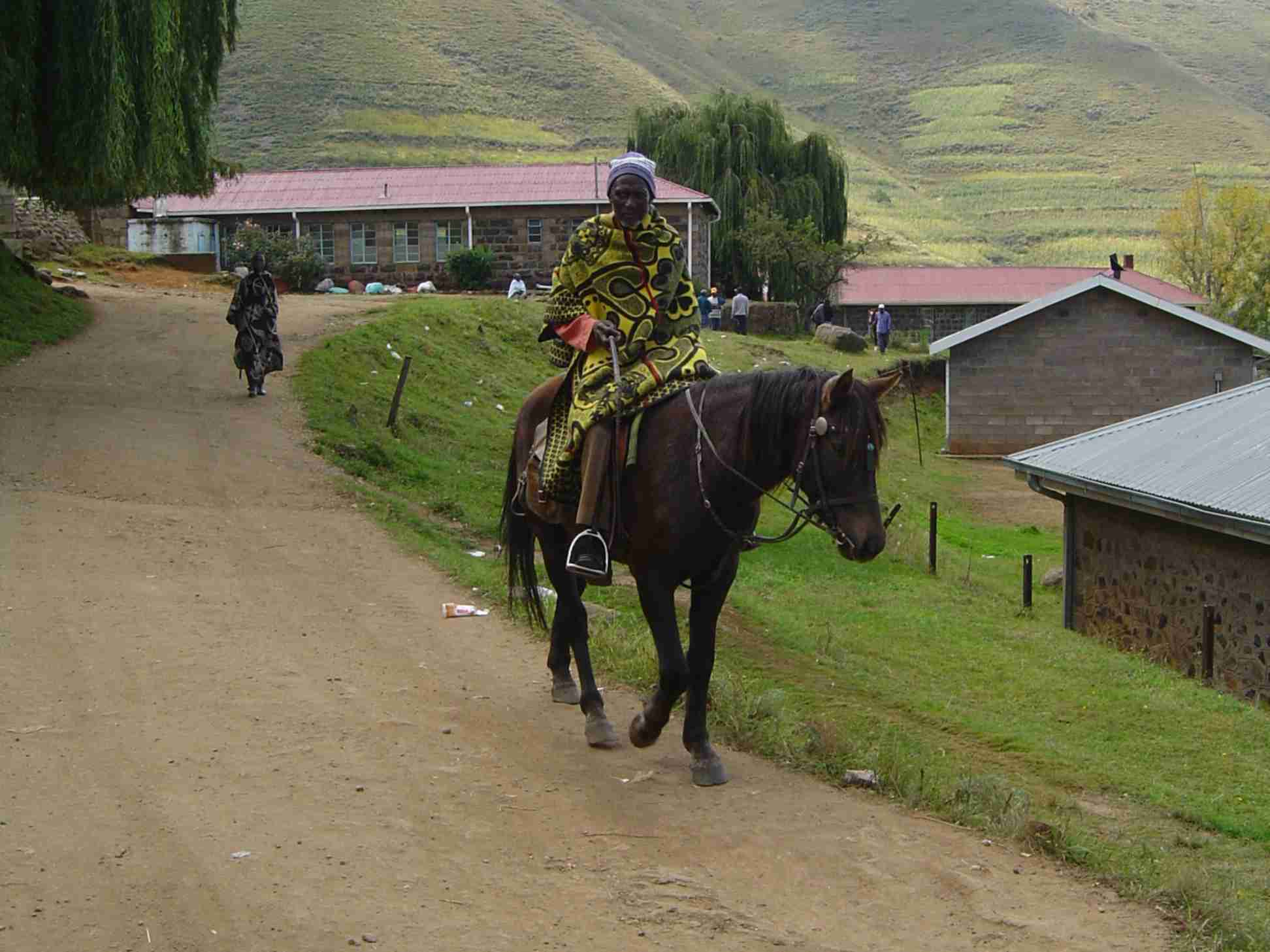
سوارکاری با اسب

اسب‌های باسوتو در مناطق کوهستانی اهمیت زیادی دارند و برای سوارکاری استفاده می‌شوند. گاهی برای حمل بار نیز به کار می‌روند، ولی این کار رایج نیست. در مقابل، الاغ‌ها در سراسر کشور به‌عنوان حیوان بارکش بسیار رایج‌اند. الاغ‌سواری نیز به‌ویژه در میان جوانان و بدون زین متداول است، اما سواری زنان بر الاغ کمتر دیده می‌شود. برخی از مردان سالخورده از الاغ‌هایی با زین استفاده می‌کنند. قاطرها نسبتاً نادرند، اما گاهی برای سوارکاری یا حمل بار مورد استفاده قرار می‌گیرند. استفاده از اسب، قاطر و الاغ برای کشیدن گاری بسیار کم است و برخلاف بسیاری از کشورهای دیگر آفریقا، گاری‌های دوچرخ کشیده‌شده با الاغ یا اسب در لسوتو بسیار نادرند.
در برخی از مناطق شهری مانند مافِتِنگ و ماپوتسوئه، تعداد کمی از فعالان حمل‌ونقل محلی از گاری‌ها یا واگن‌هایی با چرخ‌های بادی استفاده می‌کنند که بیشتر توسط یک اسب و گاه توسط دو الاغ یا یک قاطر کشیده می‌شوند. در مافتنگ، گاری‌های دوچرخ استفاده می‌شود، در حالی‌که در ماپوتسوئه از واگن‌های چهارچرخ استفاده می‌شود.
مالکیت دوچرخه و موتورسیکلت در لسوتو بسیار پایین است. سرانهٔ مالکیت این وسایل احتمالاً از پایین‌ترین‌ها در جهان است. استفاده‌کنندگان اندک دوچرخه‌ها، بیشتر کودکان و جوانان هستند که بیشتر برای تفریح یا سفر میان روستاها از آن‌ها استفاده می‌کنند. برخی نیز برای ورزش یا گردشگری در ارتفاعات از دوچرخه بهره می‌گیرند. تعداد اندکی از فعالان حمل‌ونقل نیز برای امرار معاش از دوچرخه استفاده می‌کنند.